# Guaymí
Guaymí (Ngäbe), kolektivni naziv za skupinu plemena američkih Indijanaca nastanjenih u džunglama zapadne Paname. Njihov jezik ngäbere [gym] pripada skupini dorasco-guaymi. U prošlosti su njihove različite skupine govorile vlastitim jezicima ili dijalektima. Među njima se razlikuju Murire (Bugle, Bokotá, Bogotá, Guaymí-Sabanero) sa Sabanero i Bokotá u planinama zapadne Paname (2.500, 1986 SIL) i u sjeveroistočnoj Chiriqui, Bocas del Toru i zapadnom Veraguasu i susjednoj Kostariki skupina od 133.000 (1990 popis) Mové Movere ili Ngäbe Indijanaca, uključujući i Valiente.
Izvorno su postojale skupine Doleguas na Río Chiriqui, Panama; Move (istočno od Río Chiriqui na Golfo de los Mosquitos), Muoi (južno od Chiriqui Lagoon), Murire (oko zaljeva Chiriqui), Muite, Pariza (?), Penomeño (Golfo de Parita).
Danas žive od poljodjelstva, uzgoja stoke, lova i ribolova.

## Vanjske poveznice
- Ngawbe
- Bugle